# Thathaiyangarpet
Thathaiyangarpet (o Thathiengarpet) è una suddivisione dell'India, classificata come town panchayat, di 12.276 abitanti, situata nel distretto di Tiruchirappalli, nello stato federato del Tamil Nadu. In base al numero di abitanti la città rientra nella classe IV (da 10.000 a 19.999 persone).

## Geografia fisica
La città è situata a 11° 08' 27 N e 78° 27' 44 E.

## Società

### Evoluzione demografica
Al censimento del 2001 la popolazione di Thathaiyangarpet assommava a 12.276 persone, delle quali 6.220 maschi e 6.056 femmine. I bambini di età inferiore o uguale ai sei anni assommavano a 1.090, dei quali 581 maschi e 509 femmine. Infine, coloro che erano in grado di saper almeno leggere e scrivere erano 8.570, dei quali 4.845 maschi e 3.725 femmine.